# Бета Южного Треугольника
Бета Южного Треугольника (β TrA, β Trianguli Australis) — двойная звезда в созвездии Южного Треугольника. Видимая звёздная величина +2.85 (видна невооружённым глазом). Звезда изображена на флаге Бразилии, символизируя штат Санта-Катарина.